# Пфін
Пфін (нім. Pfyn) — громада  в Швейцарії в кантоні Тургау, округ Фрауенфельд.

## Географія
Громада розташована на відстані близько 135 км на північний схід від Берна, 7 км на північний схід від Фрауенфельда.
Пфін має площу 13,1 км², з яких на 9% дозволяється будівництво (житлове та будівництво доріг), 58% використовуються в сільськогосподарських цілях, 29,8% зайнято лісами, 3,1% не є продуктивними (річки, льодовики або гори).

## Демографія
2019 року в громаді мешкало 2071 особа (+6,8% порівняно з 2010 роком), іноземців було 14,6%. Густота населення становила 158 осіб/км².
За віковим діапазоном населення розподілялося таким чином: 22,1% — особи молодші 20 років, 62,2% — особи у віці 20—64 років, 15,6% — особи у віці 65 років та старші. Було 850 помешкань (у середньому 2,4 особи в помешканні).
Із загальної кількості 789 працюючих 108 було зайнятих в первинному секторі, 198 — в обробній промисловості, 483 — в галузі послуг.